# The Wells
The Wells – osada w Anglii, w hrabstwie Surrey, w dystrykcie Epsom and Ewell. Leży 1,4 km od miasta Epsom, 22,3 km od miasta Guildford i 24,8 km od Londynu. W 2015 miejscowość liczyła 1505 mieszkańców.